# U 91 (U-Boot, 1942)
U 91 war ein deutsches U-Boot vom Typ VII C, das im Zweiten Weltkrieg von der deutschen Kriegsmarine eingesetzt wurde.

## Geschichte
Der Auftrag für das Boot wurde am 25. Januar 1939 an die Flender-Werke in Lübeck vergeben. Die Kiellegung erfolgte am 12. November 1940, der Stapellauf am 30. November 1941, die Indienststellung unter Oberleutnant zur See Heinz Walkerling fand schließlich am 28. Januar 1942 statt.
Das Boot gehörte nach seiner Indienststellung am 28. Januar 1942 bis zum 31. August 1942 als Ausbildungsboot zur 5. U-Flottille in Kiel. Nach seiner Ausbildung kam es vom 1. September 1942 bis zu seiner Versenkung am 26. Februar 1944 als Frontboot zur 9. U-Flottille in Brest.

## Einsatzstatistik
U 91 absolvierte während seiner Dienstzeit sechs Unternehmungen, in deren Verlauf drei Schiffe mit 21.238 BRT und ein Zerstörer mit 1.375 t versenkt wurden.

### Erste Unternehmung
Das Boot lief am 15. August 1942 um 7.00 Uhr von Kiel aus und lief am 6. Oktober 1942 um 17.00 Uhr in Brest ein. Es lief am 17. August 1942 zur Brennstoffergänzung in Kristiansand ein und am gleichen Tag wieder aus. Es wurde nochmals am 19. September 1942 von U 461 mit 75 m³ Brennstoff und Proviant versorgt. Auf dieser 53 Tage dauernden und zirka 7.500 sm über und 211 sm unter Wasser dauernden Unternehmung in den Nordatlantik und östlich von Neufundland, wurde ein Zerstörer mit 1.375 t versenkt. U 91 gehörte zur Gruppe mit dem Tarnnamen "Vorwärts'".
- 14. September 1942: Versenkung des kanadischen Zerstörers Ottawa (Lage) mit 1.375 t. Der Zerstörer wurde durch zwei Torpedos versenkt.

### Zweite Unternehmung
Das Boot lief am 1. November 1942 um 17.10 Uhr von Brest aus und lief am 26. Dezember 1942 um 14.00 Uhr wieder dort ein. Das Boot wurde am 18. Dezember 1942 von U 155 mit Brennstoff und am 20. Dezember 1942 von U 463 mit Trinkwasser versorgt. Auf dieser 55 Tage dauernden und 7.585 sm langen Unternehmung in den Mittelatlantik und westlich von Gibraltar, wurden keine Schiffe versenkt oder beschädigt. U 91 gehörte zur Gruppe mit dem Tarnnamen "Natter'".

### Dritte Unternehmung
Das Boot lief am 11. Februar 1943 um 16.00 Uhr von Brest aus und lief am 29. März 1943 um 9.40 Uhr in Lorient ein. Es wurde am 1. März 1943 von U 462 mit 35 m³ Brennstoff und Proviant und am 20. März 1943 nochmals von U 463 mit 10 m³ Brennstoff und Proviant versorgt. Auf dieser 46 Tage dauernden Unternehmung in den Nordatlantik, nördlich von Neufundland und bei Grönland, wurden drei Schiffe mit 21.205 BRT versenkt. U 91 gehörte zu den Gruppen mit den Tarnnamen "Knappen", "Burggraf" und "Raubgraf".
- 17. März 1943: Versenkung des US-amerikanischen Dampfers Harry Luckenbach (Lage) mit 6.366 BRT. Der Dampfer wurde durch zwei Torpedos versenkt. Er hatte 8.381 t Stückgut geladen und befand sich auf dem Weg von New York nach Liverpool. Das Schiff nahm die Position 111 im Konvoi HX-229 mit 40 Schiffen ein. Es gab keine Verluste, 108 Überlebende.
- 17. März 1943: Versenkung des britischen Dampfers Nariva (Lage) mit 8.714 BRT. Der Dampfer wurde durch einen Torpedo versenkt. Er hatte 5.600 t Gefrierfleisch geladen und befand sich auf dem Weg von Buenos Aires über New York nach Swansea. Es gab keine Verluste, 94 Überlebende.
- 17. März 1943: Versenkung des US-amerikanischen Dampfers Irénée du Pont (Lage) mit 6.125 BRT. Der Dampfer wurde durch einen Torpedo versenkt. Er hatte 3.200 t Öl, 5.800 t Stückgut und elf Bomber geladen und befand sich auf dem Weg von New York nach Liverpool. Das Schiff nahm die Position 81 im Konvoi HX-229 ein. Es gab 34 Tote und 50 Überlebende.

### Vierte Unternehmung
Das Boot lief am 29. April 1943 um 18.00 Uhr von Lorient aus und lief am 7. Juni 1943 um 20.15 Uhr in Brest ein. Auf dieser 39 Tage dauernden Unternehmung in den Nordatlantik, südöstlich von Kap Farewell und dem mittleren Nordatlantik, wurden keine Schiffe versenkt oder beschädigt. Am 25. Mai 1943 wurden zehn Mann von dem versenkten U 752 gefunden und an Bord genommen. Von den zehn Mann verstarben sechs, vier überlebten. U 91 gehörte zu den Gruppen mit den Tarnnamen "Lech" und "Donau II".

### Fünfte Unternehmung
Das Boot lief am 21. September 1943 um 16.30 Uhr von Brest aus und lief am 22. November 1943 um 11.00 Uhr wieder dort ein. Es wurde am 6. November 1943 von U 219 mit 32 m³ Brennstoff versorgt. Auf dieser 62 Tage dauernden und 6.920 sm über und 1.450 sm unter Wasser langen Unternehmung in dem Mittelatlantik und westlich der Azoren, wurden keine Schiffe versenkt oder beschädigt. U 91 gehörte zu den Gruppen mit dem Tarnnamen "Rossbach", "Schliefen" und "Siegfried".

### Sechste Unternehmung
Das Boot lief am 25. Januar 1944 um 15.25 Uhr von Brest aus und wurde am 26. Februar 1944 versenkt. Auf dieser 31 Tage dauernden Unternehmung in den Nordatlantik, und westlich von Irland, wurden keine Schiffe versenkt oder beschädigt. U 91 gehörte zu den Gruppen mit den Tarnnamen "Igel", "Igel II" und "Preußen".

## Verbleib
Das Boot wurde am 26. Februar 1944 im mittleren Nordatlantik durch Wasserbomben der britischen Fregatten HMS Affleck, HMS Gore und HMS Gould zum Auftauchen gezwungen und auf der Position 49° 45′ N, 26° 20′ W im Marine-Planquadrat BD 3641 von der Besatzung selbst versenkt. Es gab 36 Tote und 16 Überlebende.